# Sofía Schell

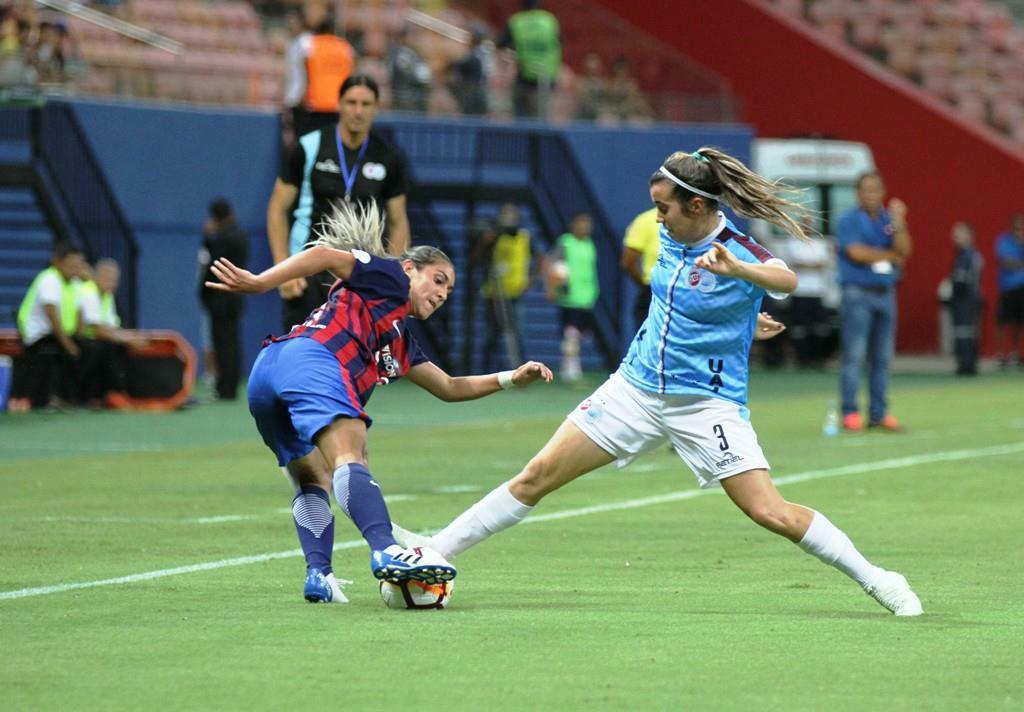
Desde 2015, Schell juega en UAI Urquiza

Sofía Schell (Crespo, Entre Ríos, Argentina, 5 de marzo de 1994) es una futbolista argentina que juega en el Córdoba Club de Fútbol. Debutó profesionalmente en 2016 en el Club Atlético Unión de Santa Fe. En 2018, ganó el Torneo de Primera División de AFA en las temporadas 2017/2018, 2016 y 2014/2015 junto con UAI Urquiza. En 2010 formó parte de la Selección de Fútbol Femenino de Argentina sub-17.

## Trayectoria profesional
Jugó en el club Cultural de Crespo, Douglas Haig y Logia FC. Entre 2013 y 2015, jugó en el Club Atlético Unión de Santa Fe. Desde el 2015 hasta el 2020, jugó en UAI Urquiza. A mediados del 2020, tuvo su primera oportunidad en el futbol europeo tras fichar por el Córdoba Club de Fútbol. Actualmente juega en Quesos La Casota FF La Solana de la Liga Reto Iberdrola de Segunda División de España.

## Clubes
| Club                            | País      | Año             |
| ------------------------------- | --------- | --------------- |
| Club Cultural de Crespo         | Argentina | -               |
| Douglas Haig                    | Argentina | -               |
| Logia Fútbol Club               | Argentina | -               |
| Club Atlético Unión de Santa Fe | Argentina | 2013 - 2015     |
| UAI Urquiza                     | Argentina | 2015 - 2020     |
| Córdoba Club de Fútbol          | España    | 2020-2021       |
| Quesos La Casota FF La Solana   | España    | 2021-actualidad |

## Selección nacional
| Campeonato                                      | Sede   | Resultado      | Partidos | Goles |
| ----------------------------------------------- | ------ | -------------- | -------- | ----- |
| Campeonato Sudamericano Femenino Sub-17 de 2010 | Brasil | Fase de grupos |          | 0     |

## Palmarés
| Título                    | Club        | País      | Año     |
| ------------------------- | ----------- | --------- | ------- |
| Primera División Femenina | UAI Urquiza | Argentina | 2017-18 |
| Primera División Femenina | UAI Urquiza | Argentina | 2018-19 |